# Rupert Meister
Rupert Meister (* 11. März 1965 in Landshut) ist ein ehemaliger deutscher Eishockeytorwart, der seit 2019 Sportlicher Leiter des Nachwuchsbereichs der Bietigheim Steelers ist und deren U20-Mannschaft in der DNL trainiert. Als aktiver Spieler war er unter anderem für den EV Landshut, ECD Iserlohn, EC Hedos München, die Eisbären Berlin, Augsburger Panther und Frankfurt Lions in der Bundesliga und Deutschen Eishockey Liga (DEL) aktiv. Mit Landshut wurde er einmal Deutscher Meister.

## Karriere als Spieler
Rupert Meister begann mit dem Eishockeyspielen im Jahr 1972 im Nachwuchsbereich des EV Landshut. Ab der Saison 1982/83 spielte er auch in der Herrenmannschaft des Vereins in der Bundesliga, mit der er bereits im ersten Jahr im Erwachsenenbereich die Deutsche Meisterschaft gewann. Als zweiter Torhüter hinter Bernie Englbrecht war er allerdings – ebenso wie in den Folgejahren – nur vereinzelt zu Einsätzen gekommen. Im Jahr 1987 wechselte er zum Ligakonkurrenten ECD Iserlohn. Zum Stammtorhüter wurde er jedoch erst beim EC Hedos München, mit dem er in der Saison 1988/89 in die Bundesliga aufstieg. In dieser Zeit wurde er auch von einem Team aus der National Hockey League (NHL) zu einem Sichtungslehrgang eingeladen, konnte sich dort jedoch nicht durchsetzen.
Von München wechselte Meister 1992 zu den Eisbären Berlin, wo er sich bis 1995 mit André Dietzsch die Torhüterposition teilte. Es folgten ein Kurzengagement bei den Augsburger Panthern sowie fast zwei Spielzeiten bei den Frankfurt Lions vor seinem Abschied aus dem erstklassigen Eishockey. Von 1997 bis 1999 spielte er beim Deggendorfer EC, bevor er seine Karriere ab der Saison 1999/2000 bei seinem inzwischen in die Oberliga heruntergestuften Heimatverein ausklingen ließ.

### International
Rupert Meister wurde als Nachwuchsspieler regelmäßig in Junioren-Nationalmannschaften des Deutschen Eishockey-Bundes berufen. Unter anderem nahm er an der U18-Europameisterschaft 1983 sowie den beiden U20-Weltmeisterschaften in den Jahren 1984 und 1985 teil. Im Seniorenbereich absolvierte er zwei Länderspiele für die deutsche Nationalmannschaft.

## Karriere als Trainer und Funktionär
Im Jahr 2000 erwarb Meister die DEB-A-Lizenz und war zunächst als Nachwuchstrainer im DNL-Team des EV Landshut tätig. In der Saison 2002/03 betreute er die Nachwuchstorhüter des Deutschen Eishockey-Bundes und war als Assistenztrainer im DEB tätig. Von August 2003 bis Februar 2004 war Meister unter Axel Kammerer Co-Trainer bei den Kassel Huskies, verließ nach dessen Ablösung allerdings den Klub und wurde hauptamtlicher Torwart- und DNL-Trainer bei den Kölner Haien. Mit dem Nachwuchsteam gewann er in der Saison 2006/07 zum ersten Mal in der Vereinsgeschichte die DNL-Meisterschaft. Am 2. Dezember 2008 wurde er zum Cheftrainer der Kölner Haie befördert, nachdem sein Vorgänger Clayton Beddoes mangels Erfolg entlassen wurde. In der Saison 2009/10 nahm Meister bis Anfang Dezember den Posten des Co-Trainers ein; am 2. Dezember 2009 wurden er und Cheftrainer Igor Pawlow von ihren Ämtern entbunden.
Im März 2010 wurde Meister als neuer Torwarttrainer der deutschen Nationalmannschaft vorgestellt, auf diesem Posten löste er Klaus Merk ab. Anschließend gehörte er bis 2014 dem Trainerstab des SC Bern an. Zwischen 2014 und 2019 war er Cheftrainer der DNL-Mannschaft des EV Landshut. Seit 2019 ist er Sportlicher Leiter des Nachwuchsbereichs der Bietigheim Steelers und Cheftrainer der U20-Mannschaft in der DNL.